# Jenny Don’t Be Hasty
Jenny Don't Be Hasty – wydana na singlu piosenka szkockiego piosenkarza Paolo Nutiniego. Był to jego drugi singel, wydany 25 września 2006 r. i pochodził z jego debiutanckiego albumu pt. These Streets. Piosenka ukazała się na następnym singlu po Last Request.
Tekst piosenki przedstawia własne przeżycia piosenkarza, który mając 18 lat związał się ze starszą od siebie kobietą:
You said you'd marry me if I was 23 but I'm one that you can't see if I'm only 18
 Po wyjawieniu prawdziwego wieku, jego partnerka jest na niego zła i stwierdza, że jest za młody. Singel dotarł do 20. miejsca na liście przebojów w Wielkiej Brytanii i 40. miejsca na liście przebojów ARIA Charts w Australii.